# Episodi di Gomorra - La serie (quinta stagione)
La quinta e ultima stagione della serie televisiva Gomorra - La serie è stata trasmessa dalla pay tv satellitare Sky sui canali Sky Atlantic e Now dal 19 novembre al 17 dicembre 2021, con due episodi settimanali. In chiaro viene trasmessa su TV8 dal 14 novembre al 12 dicembre 2022.
Durante questa stagione Mimmo Borrelli (Angelo ’o Maestrale), Tania Garribba (donna Luciana), Nunzia Schiano (Nunzia Carignano) e Carmine Paternoster (Federico Maccauro) vengono introdotti nel cast principale.
| nº | Titolo      | Prima TV pay     | Prima TV free    |
| -- | ----------- | ---------------- | ---------------- |
| 1  | Episodio 1  | 19 novembre 2021 | 14 novembre 2022 |
| 2  | Episodio 2  | 19 novembre 2021 | 14 novembre 2022 |
| 3  | Episodio 3  | 26 novembre 2021 | 21 novembre 2022 |
| 4  | Episodio 4  | 26 novembre 2021 | 21 novembre 2022 |
| 5  | Episodio 5  | 3 dicembre 2021  | 28 novembre 2022 |
| 6  | Episodio 6  | 3 dicembre 2021  | 28 novembre 2022 |
| 7  | Episodio 7  | 10 dicembre 2021 | 5 dicembre 2022  |
| 8  | Episodio 8  | 10 dicembre 2021 | 5 dicembre 2022  |
| 9  | Episodio 9  | 17 dicembre 2021 | 12 dicembre 2022 |
| 10 | Episodio 10 | 17 dicembre 2021 | 12 dicembre 2022 |

## Episodio 1
- Diretto da: Marco D'Amore

### Trama
Raffica di arresti da parte della procura. Genny però rimane al sicuro nel suo rifugio, protetto da ’o Maestrale (don Angelo), piccolo boss di Ponticelli. Il suo portavoce Raffaele si informa sui movimenti dei Levante sopravvissuti attraverso un loro infiltrato in procura. Nulla però riesce a sapere sulle precedenti deposizioni di Patrizia fatte al magistrato Walter Ruggieri, che ha secretato gli atti ed invano tenta di far parlare anche Grazia Levante, per avere informazioni su Gennaro Savastano. Grazia tenta, allo stesso tempo, di avere notizie riguardo Michelangelo, ma il magistrato afferma che molto probabilmente pure il fratello pare abbia avuto la stessa sorte dei genitori. La ragazza esegue così gli ordini dei suoi fratelli, che vogliono eliminare il boss latitante di propria mano.
Al termine del battesimo della nipote, don Angelo e i suoi uomini tentano, senza successo, di uccidere i Levante al funerale dei genitori, che si tiene, per ordine della procura, non a Napoli ma a Roma; per poco non vengono tutti arrestati, grazie anche ad uno spostamento all'ultimo minuto della sepoltura dal cimitero del Verano a quello di Prima Porta.
Don Aniello e suo nipote, ’o Diplomato, contattano Genny tramite donna Luciana, moglie di ’o Maestrale, chiedendo un incontro per allearsi contro i Levante. Ma è una trappola, in quanto sono proprio in accordo con essi per attirare Gennaro Savastano e i suoi alleati in un agguato: infatti, appena l'auto di Gennaro arriva, salta in aria per via di un colpo di lanciarazzi sparato da Saro Levante.
Genny non era in quell'auto e aveva già preparato una contro-trappola: quasi tutti gli uomini di Elia Capaccio e dei Levante presenti in quel luogo vengono uccisi, e mentre ’o Diplomato verrà preso in ostaggio per entrare nella casa di don Aniello, ed essere ucciso poi davanti ai suoi occhi, Saro e Francesco riescono a scappare ed evitare la morte anche stavolta.
Don Aniello, davanti alla feroce esecuzione del nipote, tenta di salvarsi offrendo a Genny un'informazione in cambio del "finisce qua" tra loro. Gli racconta di come abbia salvato Ciro Di Marzio spedendolo a Riga, in Lettonia, e di come lui, a detta di don Aniello, lo abbia lasciato col senso di colpa di averlo ucciso. Genny esce dalla casa sconvolto, ma poi vi rientra per uccidere il vecchio boss col calcio della sua pistola.

## Episodio 2
- Diretto da: Marco D'Amore

### Trama
Riga. Genny e Ciro si vanno incontro, silenti. L'abbraccio sembra suggellare un rapporto ritrovato.
Ciro racconta di come il non dire nulla sul suo salvataggio sia stata la condizione posta da don Aniello per lasciare Genny, in quel momento isolato, ancora in vita. Genny lo invita a tornare a Napoli per riprendersi tutto assieme a lui, ma Ciro declina l'offerta, perché tutto ciò che amava, nel capoluogo campano, non c'è più. Inoltre ora, con la morte di don Aniello, ha un problema: il traffico di droga con la Russia, che lui cura a Riga, manca adesso di un referente. Genny si offre di sostituirlo, manifestando comunque un certo rancore per il dolore che è stato costretto a provare, convinto di aver ucciso un fratello.
I due, con vetture separate, si recano all'incontro con il trafficante russo e stringere con lui l'accordo. Genny è taciturno, poi, quando lui e Ciro sono soli, mostra nuovamente disagio, chiedendo a Ciro "se un amico ti tradisce, è sempre un amico, Ciru'?". Ciro ribadisce "io non ti ho mai tradito". Mentre escono dal luogo dell'incontro, Ciro e due suoi collaboratori subiscono un agguato: quest'ultimi muoiono e Ciro viene sequestrato. Genny è lasciato indenne.
Il motivo si capirà poco dopo: l'agguato era stato concordato da Genny stesso e dal trafficante russo, che hanno deciso di stringere affari direttamente tra loro, e di tenere Ciro sequestrato in una sorta di prigione privata, isolata in un fitto bosco nei pressi di una palude. Genny andrà a parlargli: in un drammatico dialogo svelerà tutto il proprio rancore accusandolo di averlo lasciato solo, nel momento in cui aveva maggior bisogno di aiuto, e di averlo fatto perché voleva, come sempre, "fare tutto da solo". Ciro replica rivelando i suoi più profondi e duri sentimenti: gli rivela brutalmente di non essere mai stato all'altezza, di essere ancora il ragazzino impaurito che persino suo padre non rispettava perché ne conosceva i limiti.
Ciro, recluso, nei primi giorni non mangia poi, dopo essere stato picchiato, è costretto ad ingoiare cibo per cani in maniera forzata. Il giorno successivo i carcerieri lo trovano apparentemente impiccato con i suoi stessi vestiti. Lo portano in infermeria, terrorizzati in quanto è stato ordinato loro di tenerlo in vita. Nel frattempo uno dei due si allontana per avvisare il loro boss.
Ma Ciro aveva solo finto: appena è solo con un carceriere, riesce a strangolarlo e, sottraendogli la pistola, scappa. Riesce, in modo rocambolesco, a fuggire dalla prigione, attraverso i sotterranei, e poi via fiume, fino a che, aiutato dall'oscurità, trova rifugio presso una famiglia di anziani nomadi lettoni. E quando il boss russo lo trova, Ciro riesce ad uccidere lui ed i suoi collaboratori.
Ciro viene accompagnato da uno degli anziani al porto; recupera una borsa con del denaro e un passaporto, dà una piccola somma all'uomo e se ne va, annunciando di voler "andare a trovare un amico".

## Episodio 3
- Diretto da: Marco D'Amore

### Trama
Il magistrato Ruggieri prosegue le indagini su Genny, esegue un'ispezione all'edicola funeraria della famiglia Savastano e vi trova il corpo di don Pietro, posto dentro la tomba intestata a donna Imma.
Le piazze di spaccio di Secondigliano sono scontente del trattamento loro riservato dalla famiglia Levante e rimpiangono la diversa gestione dei Savastano. Sempre più arresti avvengono nei luoghi dello smercio di droga e questo comporta uno sforzo economico per sostenere le famiglie dei detenuti. Ad un raduno dei capipiazza, Federico Maccauro, detto ’o Munaciello, che non dispone tuttavia di una piazza propria ma aspira ad acquisirla, invita gli altri capozona a rimanere con i Levante, in mancanza di valide alternative. Insieme a suo fratello Cosimo, detto Canzuncella, si reca di persona per riferire sulla situazione ai Levante. Questi acconsentono ai suggerimenti di ’o Munaciello per farsi maggiormente apprezzare dalle piazze, ossia dare più soldi alle famiglie dei detenuti e chiudere le piazze per due settimane, in attesa di essere rifornite di un nuovo carico che sostituirà quello appena sequestrato.
Genny è stanco di nascondersi e ha fretta di riprendersi Secondigliano. Per farlo deve convincere i capipiazza a passare con lui, promettendo loro un nuovo carico di droga delle migliore qualità. Per mancanza di tempo, cerca di procurarsela tentando di impossessarsi di quello dei Levante. Attraverso il broker croato Igor, riesce ad informarsi sul destinatario della spedizione in arrivo: si tratta di don Vincenzo Carignano, detto ’o Galantommo, un anziano boss, di vecchio stampo, la cui parola è sempre sacra e inviolabile. Genny non riesce a convincerlo a cedergli il carico, pur offrendosi di pagarlo il doppio di quanto abbiano promesso i Levante: il confronto, durante il quale Genny profetizza a ’o Galantommo l'imminente ritorno a Secondigliano come boss assoluto, si conclude con un secco rifiuto e uno sprezzante gesto da parte di don Vincenzo che urina davanti a Genny.
Nel frattempo ’o Munaciello riceve le paghe da distribuire alle famiglie dei detenuti, ed entra a far parte della famiglia dei Levante grazie al fidanzamento combinato con Grazia per volere dei suoi fratelli. Federico accetta volentieri, pur consapevole della contrarietà della ragazza. Azzurra, recatasi in procura da Ruggeri con l'avvocato di famiglia, scagiona il marito dalle accuse di Patrizia riguardo l'omicidio di don Pietro: dimostra attraverso i documenti del medico e dell'ostetrica di come lo stesso giorno dell'omicidio di don Pietro Savastano, Genny fosse al suo fianco, mentre lei dava alla luce l'altro Pietro Savastano, loro figlio.
Al mercato ortofrutticolo campano Genny riesce a impossessarsi in piena notte del carico dei Levante, soffiandolo a ’o Galantommo, e riesce anche a rivedere la sua famiglia da quando è iniziata la latitanza. Ciro Di Marzio, invece, arriva a Secondigliano.

## Episodio 4
- Diretto da: Marco D'Amore

### Trama
Giunto a Secondigliano, Ciro rivede il fedelissimo ’o Pitbull, che ha appena scontato un periodo di detenzione dentro la casa circondariale, per motivi ignoti. Lo manda poi a Forcella a prelevare Sangueblu. Enzo vive da tempo rinchiuso in uno scantinato, ed i suoi amici di sempre, ’o Bellebuono e Ronni vanno a trovarlo di tanto in tanto e lo aggiornano sulla nuova feroce guerra in corso tra Genny ed i Levante. Spento nell'animo e senza più motivazioni, nel rivedere il suo amico e mentore Ciro Di Marzio ancora vivo, Enzo ritrova nuova linfa vitale.
Con il carico a disposizione, Genny conquista la fiducia dei capipiazza, ma ’o Munaciello insiste per voler restare con i Levante. Uno dei capozona, Uocchie belle, capisce che dietro la proposta di Federico c'è il fidanzamento combinato con Grazia. I fratelli di lei si recano invece da ’o Galantommo, per discutere quanto è accaduto sul furto del carico: Saro sospetta che il vecchio boss lo abbia venduto a Genny per il doppio di quanto lo abbia acquistato da loro, al fine di guadagnarci due volte, ma don Vincenzo lo smentisce e per rimediare accetta di allearsi con i Levante nella guerra contro Genny. Congedati i Levante, sua moglie Nunzia lo invita a rinunciare ma il marito è determinato a proseguire, per il nome e la storia che lo distingue da sempre. Manda difatti Carmelo Lo Diacono, il suo uomo armato ad uccidere Uocchie belle in un centro estetico.
Genny prepara l'affondo definitivo ai Levante e lo fa riuscendo a convincere ’o Munaciello a passare con lui, ricattandolo tramite il fratello Cosimo, messo alle strette in un canile.
Durante una cena della famiglia Levante, viene ufficializzato il fidanzamento del capozona Federico con Grazia. Con la scusa di fumarsi una sigaretta, Federico porta fuori la ragazza salvandola dalla strage che viene di lì a poco eseguita ad opera di ’o Maestrale, Raffaele e ’o Jaccio. Questi crivellano a colpi di mitragliatrice tutti i commensali, compresi i Levante: Saro sembra cavarsela ancora vivo dopo le numerose ferite riportate, fino a quando ’o Maestrale non gli infligge il colpo di grazia sparandogli in testa. Grazia ottiene subito dopo la stessa sorte dei fratelli, uccisa da ’o Munaciello dopo avergli dichiarato apertamente tutto il proprio disprezzo.
Genny si riprende Secondigliano, riorganizza le piazze di spaccio assegnando la zona del defunto Uocchie belle a ’o Munaciello, e regola pure i conti con ’o Galantommo facendolo freddare per strada da ’o Maestrale.
Sangueblu convoca ’o Bellebuono e Ronni al nascondiglio di Ciro per farlo rivedere loro: i due, seppur increduli, sono contenti di riabbracciarlo ed insieme ad Enzo esprimono apertamente il loro appoggio nella guerra definitiva da avviare contro Genny.
Tre misteriosi pacchi regalo arrivano recapitati ai tre i componenti della famiglia Savastano: Genny, Azzurra ed il piccolo Pietro.
Nella stessa notte in cui Genny tratta una riunione di affari con imprenditori in cerca di capitali, per riavviare il consorzio in vista della realizzazione dell'aeroporto, Nunzia prepara il defunto marito in vista delle onoranze funebri e decide la vendetta informandosi sulla famiglia del giovane boss di Secondigliano. Ciro Di Marzio dà fuoco alle polveri e dichiara guerra a Genny uccidendo Raffaele, il capopiazza di Scampia, ’o King e due dei suoi uomini incaricati di prendere le partite di droga da distribuire nelle piazze. Genny apprende la notizia del suo ritorno, attraverso un'enorme scritta ("l'Immortale è turnat") apparsa sul muro nei pressi della sua nuova abitazione con sotto i corpi appesi di Raffaele e ’o King.

## Episodio 5
- Diretto da: Marco D'Amore

### Trama
La guerra è iniziata. Sangueblu va insieme ai suoi fedelissimi ad ingrandire il loro esercito. Genny militarizza le piazze raddoppiando gli uomini su ogni zona e manda Fernando, ex fedelissimo di Ciro durante la scissione del vecchio clan Savastano, come infiltrato dentro il gruppo dell'Immortale. Quest'ultimo però non si fida più di lui, visti gli ultimi trascorsi con Gennaro e vuole una prova della sua lealtà. Nunzia continua a informarsi sulla famiglia del boss di Secondigliano e manda Carmelo ad ispezionare la villa ove questa risiede in vista di un attentato a breve. Azzurra vuole scappare via da Napoli, e offre dei soldi a Giovanni, una delle guardie del corpo a difesa della sua villa, per rimediare dei passaporti falsi utili all'espatrio per lei ed il piccolo Pietro. Poi obbliga Tiziana a darle una mano se non vuole che il suo nome e tutto l'operato sinora fatto intorno al consorzio finisca tra le indagini della procura. Le affida così il compito delicato di vendere dei gioielli.
Fernando si guadagna la fiducia di Ciro indicando il luogo ove Franco, uno degli avamposti di Genny, frequenta abitualmente per poter rubare i guadagni ricavati dalle sue zone di spaccio. Davanti ad una sala scommesse, ‘o Bellebuono e Ronni sparano a costui appena uscito dal locale rubando poi una borsa con all'interno mezzo milione di euro. Genny è sempre aggiornato sulle mosse di Fernando e riesce attraverso questi a trovare il nascondiglio dell'Immortale e i suoi seguaci. Esso è situato in un deposito abbandonato a Vigliena. Il boss continua a mandare Fernando sul posto e gli raccomanda una volta entratovi, di mandare un messaggio via telefono per poter dar avvio all'agguato e terminare la guerra.
Azzurra riceve prima da Giovanni i passaporti falsi, poi Tiziana nella sua villa per intascare i guadagni di oltre un milione di euro per i gioielli venduti. Irrompono gli uomini di Nunzia per poterla uccidere, ma questa riesce a scappare facendosi scudo con Tiziana, che muore colpita alle spalle con due colpi di pistola. Giovanni le favorisce la fuga ma muore anche egli per mano di Carmelo. Azzurra ed il piccolo Pietro sono costretti a rifugiarsi in casa di Genny.
Il boss e ‘o Maestrale ricevono il messaggio via telefono di Fernando e si dirigono con i loro uomini nel luogo da questi indicato per l'agguato finale a Ciro. Trovano il rifugio vuoto con Fernando già morto su una sedia ed il suo telefono che suona dentro la sua giacca. Genny risponde e l'Immortale durante la chiamata si fa beffa di lui. Rientrato a casa ritrova la moglie ancora sconvolta per l'attentato subito da lei ed il loro figlio. Infine su suo diretto ordine fa ripulire la sua villa dai cadaveri presenti e risarcisce in denaro le famiglie delle guardie del corpo morte per salvarle la vita.

## Episodio 6
- Diretto da: Claudio Cupellini

### Trama
Genny risponde all'attentato subito dalla moglie andando con ’o Maestrale nella cappella di famiglia dei Carignano. All'interno di essa fa estrarre prima le bare del figlio e del marito di Nunzia, per poi demolirle e gettare i loro cadaveri di fronte alla cappella. Azzurra però sa che la questione con la donna anziana è lungi dall'essere terminata.
Ciro, Enzo ed i loro compagni fuggono a Forcella. Genny manda i fratelli Maccauro sul luogo con una borsa piena di soldi per ricevere informazioni su di loro ed una loro eventuale collaborazione dalla gente del posto per poterli eliminare. Cosimo e Federico trovano molte adesioni alla proposta del loro capo. Tra questi c'è MMA, un ex luogotenente di Sangueblu. È disposto ad aiutarli, non per soldi, ma per un carico di droga. 
I Maccauro ricevono false informazioni sul rifugio dei loro nemici e con alcuni uomini si recano sul posto, trovandolo vuoto. Nello stesso istante Sangueblu si offre al posto del suo mentore per parlare a donna Nunzia in vista di una possibile alleanza con lei. Si reca dalla donna rinchiuso durante il viaggio dentro il bagagliaio di un'auto con ’o Cantonese alla guida.
Tempo dopo, Cosimo e Federico riescono ad avere la dritta giusta sul nascondiglio dei loro nemici e mandano MMA ed alcuni uomini ad assassinarli. Ciro e gli altri vengono allertati in tempo da ’o Cantonese e riescono a scappare. Si fanno strada attraverso colpi di pistola per poter raggiungere l'auto designata a condurli fuori da Forcella. Nella sparatoria muoiono MMA, ucciso da Ciro, i suoi uomini, ’o Cantonese che perde la vita mentre copre le spalle ai suoi alleati per favorirgli la fuga. Tonino e i Maccauro arrivano tardi sul posto e Cosimo viene ferito ad una spalla da un proiettile sparato da Ronni.
Ciro raggiunge Nunzia e ottiene il suo appoggio. Genny è infuriato con i Maccauro per aver fallito il loro compito e offre loro tutti gli uomini a disposizione per sapere informazioni varie sull'Immortale. Poi insieme ad ’o Maestrale si reca da Igor per ricevere un carico di cocaina in arrivo tra pochi giorni. Il broker croato presenta loro l'uomo che incontreranno alla consegna del carico, ed offre al boss un foglio con sopra scritto il luogo dove prelevarlo. Sull'orario, Genny e don Angelo verranno informati via telefono soltanto un'ora prima di ricevere il carico.
Azzurra approfondisce meglio la conoscenza di Luciana e le confessa le preoccupazioni riguardo l'operato e la guerra che sta conducendo il marito, secondo la quale negli anni si è procurato troppi nemici.
Genny e o' Maestrale vanno al luogo indicato da Igor ma trovano il deposito vuoto. Gli amici di Sangueblu gli hanno rubato il carico sotto sua indicazione e di Ciro, dopo aver sequestrato il broker croato, legatolo poi ad una sedia per farsi dire tutte le informazioni su di esso. Ad obiettivo ottenuto, Nunzia regala completamente il carico all'Immortale, e fa uccidere Igor dal suo braccio armato.
Ciro può così armare il suo esercito grazie ai proventi che otterrà dal carico a sua completa disposizione, Genny invece incassa da questi un'altra sconfitta.

## Episodio 7
- Diretto da: Claudio Cupellini

### Trama
Genny perde un altro carico a favore dei suoi avversari e se ne procura uno in fretta da un broker sloveno per rifornire le sue piazze in tempi rapidi. Manda ’o Munaciello a Trieste per trattare sul prezzo, ossia una metà subito, il resto a carico arrivato, ma il broker vuole l'importo completo e il boss è costretto a chiedere liquidità ai suoi soci imprenditori.
Ciro inizia a rifornire le sue zone e ad avviarne lo spaccio grazie ai carichi rubati a Gennaro. Poi a casa di Nunzia riceve l'inaspettata visita di Luciana, che avverte in Genny odore di sconfitta nella guerra in corso e decide di trattare un accordo con loro ad insaputa di quest'ultimo e suo marito. Li informa sulle ultime mosse del boss di Secondigliano, del prestito ricevuto dall'imprenditore per il nuovo carico, e per un grosso compenso economico è disposta a dir loro anche il suo nome. A Ciro ed Enzo la proposta è allettante, ma per la cifra richiesta dalla donna, vogliono tutti i nomi degli imprenditori con cui Genny collabora, mentre Luciana al momento riferisce solo quello che conosce, che ha saputo da Angelo: un tale don Paolo proprietario di un'industria cartiera.
Sangueblu e Ronni si accreditano costui per un milione di euro, più tre loro uomini di scorta messi a sua disposizione. Azzurra è sempre più esasperata per la vita che sta conducendo a causa della guerra del marito e Luciana riesce a convincerla, apparentemente, a schierarsi con lei facendole rivelare i nomi di tutti gli imprenditori che stanno finanziando Genny.
Sangueblu si reca nei sotterranei della metropolitana per lo scambio di informazioni trattate con Luciana: la lista dei nomi per un ammontare di un milione di euro. Ad affare concluso, torna in auto e trova prima Ronni morto, poi viene sequestrato dentro un furgone con all'interno i fratelli Maccauro.
Genny scopre grazie alla moglie il tentato raggiro di Luciana a suo danno, e manda ’o Maestrale ed ’o Jaccio ad uccidere don Paolo, morto prima ed impiccato poi nei depositi della sua stessa industria. Finalmente faccia a faccia con Sangueblu, legato ad una sedia, ottiene la sua vendetta, dopo l'omicidio obbligato che l'ex boss di Forcella gli impose su quella famosa barca, segnando la morte apparente di Ciro Di Marzio. Lo tortura a suon di calci, pugni e colpi di spranga di ferro. Sangueblu, in fin di vita, viene scaraventato, da un furgone in corsa, davanti al quartier generale dell'Immortale, che viene informato della disgrazia appena terminata una cena di affari con Nunzia. Arrivato sul posto Ciro, dopo un commovente addio, soffoca con la mano l'amico per alleviare le sue sofferenze.
Il giorno dopo Gennaro mette al corrente ’o Maestrale del doppiogioco orchestrato dalla moglie, obbligando lui stesso ad ucciderla. Continua poi a ricevere proventi dai suoi soci in affari.
Ciro versa lacrime amare per la perdita del suo amico ed allievo Sangueblu. Nella notte della sua commemorazione, stipula un patto di sangue, con tutti i suoi uomini, compresi donna Nunzia, il fedelissimo o’ Pitbull ed ’o Bellebuono, ormai unico sopravvissuto del suo vecchio clan di Forcella.

## Episodio 8
- Diretto da: Claudio Cupellini

### Trama
L'Immortale passa al contrattacco per vendicare Sangueblu. In accordo con Nunzia, mandano Carmelo a costituirsi davanti a Ruggieri in merito al tentato omicidio, poi fallito, di Azzurra e del suo piccolo Pietro.
Genny informa la moglie della morte di Luciana, ma Azzurra gli mette il dubbio. Il boss inizia a non fidarsi di ’o Maestrale e manda ’o Munaciello a pedinarlo, con discrezione. Poi, a carico arrivato, detta la politica economica da adottare nelle piazze: vendita a metà prezzo per contrastare la concorrenza delle zone appartenenti a Ciro Di Marzio. 
Il piano di quest'ultimo per affossare Genny procede spedito. Una funzionaria del tribunale minorile, scortata da due poliziotti, preleva Pietro nella sua scuola per poter essere affidato ad una casa-famiglia, la cui ubicazione è ignota. Genny ed Azzurra ricevono verdetto sfavorevole dal tribunale dei minori e non possono rivederlo fino a quando non verrà verificato sia il loro stato di genitorialità, sia un ambiente sicuro ed idoneo dove poter far crescere il loro figlio. L'avvocato avvisa loro dei lunghi tempi, circa un anno per poter riavere il piccolo Pietro, ed avvisa Azzurra sull'incontro da sostenere con Ruggieri per via della deposizione di Carmelo, come persona informata sui fatti. Per legge la donna è obbligata a presentarsi dinanzi al magistrato da sola, senza il suo legale.
Nel giorno del confronto Azzurra rifiuta di collaborare con Ruggeri, e tornata a casa capisce insieme al marito il tranello ordito dall'Immortale dietro le disavventure legate al loro figlio. Genny le promette di sistemare il problema e su sua richiesta, di uccidere Ciro Di Marzio davanti ai suoi occhi. Ordina a ’o Maestrale di sequestrare il piccolo Simone Ruggeri, figlio del magistrato Walter, per poi essere rinchiuso dentro l'abitazione dei Maccauro. Questi intanto scoprono che don Angelo ha risparmiato la moglie, disobbedendo così all'ordine di esecuzione voluto da Genny, e la tiene nascosta in un piccolo rifugio fuori Secondigliano. Cosimo preme il fratello affinché il boss venga a sapere della rivelazione da loro scoperta, ma Federico ritiene meglio tenere in segreto la notizia, per farla trapelare al momento più loro opportuno.
Il boss esegue dunque la mossa giusta mettendo questi ultimi due alle costole di ’o Maestrale e tratta in segreto con Ruggeri per il rilascio dei loro rispettivi figli: il nascondiglio ove è rinchiuso Simone per il luogo della casa famiglia ove risiede Pietro.
Le piazze di spaccio di Ciro viaggiano a ritmi blandi, la tattica di Genny per contrastare la loro concorrenza sortisce i suoi effetti. L'Immortale avvia una guerra nelle sue zone in nottata per vendicare Sangueblu. ’o Caicco, uno dei suoi capozona, scaglia una bomba a mano nel luogo di distribuzione della cocaina e dà avvio alla battaglia senza esclusione di colpi. La piazza di spaccio viene messa a ferro e fuoco ed ’o Maestrale, presente a guardia della zona, nota in Ciro Di Marzio una strana luce nel suo volto durante la sparatoria. Quando vede poi ’o Caicco, ucciso di sua mano, fiero di morire per la causa dell'Immortale, pensa che la battaglia che questi stia conducendo contro il suo capo, non è tanto una guerra di potere o di vendetta, ma una vera e propria crociata, contro la quale si è destinati a perdere. Capisce così il motivo per cui la moglie voleva schierarsi sul fronte opposto a quello di Genny.

## Episodio 9
- Diretto da: Marco D'Amore

### Trama
Dopo l'attacco alle piazze di spaccio di Genny, Ciro viene osannato dai suoi uomini. Gennaro, invece  ormai resosi conto di avere perso tutto, si organizza in segreto comprando una barca e dei documenti falsi per fuggire assieme alla sua famiglia.
Intanto donna Nunzia, ormai stanca di aspettare, litiga con Ciro chiedendo la testa di Genny. Il boss di Secondigliano pensa a come recuperare suo figlio Pietro. ’o Munaciello chiama il Magistrato Ruggeri, quest'ultimo segue la sua collega del tribunale dei minori, scoprendo infine la posizione della casa-famiglia dove si trova il piccolo Pietro.
Genny nota come ormai gli spacciatori stiano abbandonando le loro piazze. ’o Munaciello intanto rivela a ’o Maestrale del piano di fuga di Genny e anche della verità su sua moglie donna Luciana, convincendolo a tradire Gennaro Savastano. ’o Maestrale va a parlare con Ciro, rivelandogli l'ubicazione della casa-famiglia del piccolo Pietro. Ciro e ’o Maestrale quindi, si recano nel rifugio di ’o Munaciello e del fratello per costringere il primo a dire dove si trovi il bambino. Dopo aver scoperto il luogo, Ciro spara a sangue freddo ’o Maestrale, assassinandolo.
Donna Luciana, che era sotto custodia di Ciro, tenta inutilmente la fuga dall'abitazione venendo raggiunta e uccisa da ’o Bellebuono. Ciro, grazie alla sua astuzia, riesce ad arrivare ad Azzurra grazie alla complicità di ’o Munaciello, rivelando ad Azzurra che conosce il nascondiglio di Pietro, e le chiede di tradire Gennaro in cambio di suo figlio. Azzurra, tornata a casa, rivela tutto a Gennaro e si ritira nella sua stanza piangendo, pensando al tradimento che ha in serbo per il marito.

## Episodio 10
- Diretto da: Claudio Cupellini

### Trama
Azzurra riesce a condurre il marito da Ciro narcotizzandolo con un potente sonnifero dentro un calice di vino. Una volta rinvenuto, Genny ritrova l'Immortale dopo l'ultima volta che i due si sono confrontati a Riga con quest'ultimo rinchiuso in una prigione. Ciro detta le condizioni per la libertà del boss e la sua famiglia. Già consapevole da tempo dei preparativi per la sua fuga, Ciro condurrà Genny nella casa-famiglia ove potrà riprendere suo figlio, e poi scappare, a condizioni che il boss dichiari la sconfitta davanti alla loro gente. Sopraggiunge tuttavia donna Nunzia che al termine dell'incontro si congeda portandosi Azzurra come garanzia per ricordare a Ciro la promessa fatta in precedenza, ossia la morte dei Savastano davanti ai suoi occhi.
Genny dichiara la sconfitta come pattuito, davanti a Ciro e i loro rispettivi uomini. Poi insieme a quest'ultimo si reca in auto presso la casa-famiglia; durante il viaggio, i due fanno un riassunto delle loro vite, le ambizioni ormai sfumate ma soprattutto i rapporti turbolenti tra loro. Durante una sosta in una stazione di servizio, Ciro è preso dai sensi di colpa, poi prosegue il viaggio con Genny dove manda ’o Munaciello a sequestrare Pasquale Sellero, un funzionario della casa-famiglia da tenere in ostaggio e costringere a prelevare il piccolo Pietro, con ’o Matusalemme, uno dei suoi capipiazza che invece rimane in casa per tenere a bada la sua famiglia, da rilasciare poi ad obiettivo ottenuto.
Ciro irrompe di prepotenza nella casa-famiglia quando l'ostaggio non riesce a convincere un uomo dentro l'abitazione ad entrare per prendere Pietro. Genny arriva tempo dopo quando si accorge che nel prendere suo figlio questi impiega troppo tempo dentro la casa, e lo riabbraccia dopo aver ucciso ’o Munaciello, lasciatogli di guardia da Ciro dentro la macchina, con la sua stessa pistola.
L'aver rivisto suo figlio comporta l'immediato rilascio del piccolo Simone, che può così ritrovare suo padre, mentre donna Nunzia manda i suoi uomini sulla spiaggia per prima, per poi partire lei in separata sede con Azzurra per la sua tanto sospirata vendetta. Durante il viaggio però viene fermata da un finto posto di blocco dove viene assassinata insieme all'autista. Azzurra viene prelevata da ‘o Pitbull e ‘o Bellebuono per essere riportata in spiaggia ove può riabbracciare la sua famiglia.
Ciro ha l'opportunità di poter eliminare tutta la famiglia Savastano, ma preso dai sensi di colpa per aver perso in passato, durante il conflitto con don Pietro, la sua di famiglia, ci ripensa e li conduce su una barca verso la salvezza. Genny però rimane con lui dopo che gli uomini dell'ormai defunta Nunzia irrompono in spiaggia ove segue una cruenta sparatoria in riva al mare. Muoiono ’o Pitbull, ’o Bellebuono, cinque degli aggressori, e infine Genny dopo aver salvato Ciro da uno di essi che lo teneva sotto tiro. Mentre versa lacrime in pieno buio per la perdita del suo amico-nemico, viene centrato anche lui da un proiettile esploso da un ignoto assalitore.
In un attimo, con i due cadaveri che si sfiorano, si assiste alla caduta dell'ultimo Re di Scampia-Secondigliano e alla fine della leggenda dell'Immortale.